# Frédéric Piérard
 Frédéric Piérard (* 17. Juli 1905 in Charleroi; † März 1944 im KZ Bergen-Belsen) war ein belgischer römisch-katholischer Geistlicher und Märtyrer.

## Leben
Frédéric Piérard, Sohn von Kaufleuten aus Montignies-sur-Sambre (Stadtteil von Charleroi), absolvierte das Priesterseminar in Tournai und wurde 1931 zum Priester geweiht. Er wirkte als Vikar in Châtelet (östlich von Charleroi) und in Fontaine-l’Évêque (westlich von Charleroi, Kirche St Christophe). Bei Kriegsausbruch wurde er Feldgeistlicher der belgischen Infanterie.
Nach der Kapitulation schloss er sich dem Widerstand an. Am 10. Juli 1941 wurde er verhaftet und zu drei Jahren Gefängnis verurteilt. 1943 wurde er vom Gefängnis Saint-Gilles in ein Lager für NS-Zwangsarbeit in Bochum und Wattenscheid deportiert. Von dort kam er über das KZ Esterwegen und die Gefängnisse Hamm und Berlin-Tegel nach Graz und weiter in das KZ Sachsenhausen, wo er ein Jahr blieb. Im Februar 1944 wurde er, bereits krank, in das KZ Bergen-Belsen transportiert und starb dort im März im Alter von 39 Jahren an Typhus.
Am 10. Juli 1945 wurde für ihn in Fontaine-l’Évêque ein feierliches Sterbeamt gehalten.